# Al Jazeera Mubasher
Al-Jazeera Mubasher (en árabe: الجزيرة مباشر‎, pronunciado Al-Yazira Mubasher) es un canal de televisión lanzado por la cadena catarí de noticias Al Jazeera el 15 de abril de 2005. El canal transmite completamente en árabe y emite conferencias en vivo sin edición o comentarios, utilizando subtítulos cuando se necesita traducción. El canal también se hace llamar Al-Jazeera en vivo. Mubasher es una palabra árabe que significa En vivo o En directo. Al Jazeera Mubasher es el primer canal de su tipo en el mundo árabe y es similar al canal de Estados Unidos C-SPAN.